# Campeonato de Fútbol de Costa Rica 1975
La temporada 1975 de la Primera División fue la 56.ª edición de la máxima categoría del sistema de Ligas costarricenses de fútbol.

## Sistema de competición
El Campeonato Nacional de Primera División fue diseñado para jugarse en dos fases de dos vueltas cada una, bajo el sistema de todos contra todos, con visitas recíprocas y taquillas propias. En total se contemplaban cuatro vueltas, pero el torneo solo se extendió hasta la tercera. La cuarta vuelta fue suprimida por considerarse intrascendente y carente de interés para el aficionado, según decisión adoptada el 3 de diciembre de 1975 por el Comité de No Aficionados.
La clasificación se estableció con arreglo a los puntos obtenidos en cada partido: dos puntos por victoria, uno por empate y ninguno en caso de derrota.
Los equipos que lograsen el primer lugar en cada una de las dos fases correspondientes clasificaban automáticamente a la ronda final. Junto a ellos, también entrarían los dos clubes con mayor cantidad de puntos acumulados a lo largo de ambas fases, siempre y cuando alcanzaran un mínimo de 32 puntos (equivalente a un promedio de un punto por partido disputado). Si un mismo equipo conseguía el primer lugar en ambas fases, se sumaban otros tres equipos a la ronda final, seleccionados por el sistema de puntuación acumulada.
El reglamento contemplaba distintos formatos para la ronda final según el número de equipos clasificados. Con cuatro equipos, se jugaría una cuadrangular a una sola vuelta; con tres, una triangular en las mismas condiciones; y si solo eran dos, se enfrentaban en partidos de ida y vuelta. Todos los encuentros estaban previstos para disputarse en el Estadio Nacional, con sistema de taquilla compartida: 55 % para el ganador, 45 % para el perdedor y, en caso de empate, 50 % para cada club, calculado sobre la base de la taquilla neta.
En caso de que un equipo ganara ambas fases y ningún otro alcanzara el puntaje mínimo requerido para clasificar, ese equipo sería proclamado automáticamente campeón nacional. Si ganaba ambas fases pero no lograba imponerse en la ronda final, tendría derecho a disputar el título frente al vencedor de dicha ronda en una serie de dos partidos.
Debido a que el descenso había sido congelado en la temporada anterior, de igual modo ningún equipo perdió la categoría al finalizar la competencia. Los cinco equipos que ocuparon las últimas posiciones en la clasificación general disputaron una pentagonal, cuyo ganador obtuvo un cupo para enfrentar al campeón nacional en la Copa Campeón de Campeones.

## Información de los equipos
Tomaron parte en el torneo nueve clubes.
| Equipo      | Ciudad    | Estadio          |
| ----------- | --------- | ---------------- |
| Alajuelense | Alajuela  | Morera Soto      |
| Cartaginés  | Cartago   | "Fello" Meza     |
| Herediano   | Heredia   | Rosabal Cordero  |
| Limonense   | Limón     | Juan Gobán       |
| México      | San José  | Nacional         |
| Ramonense   | San Ramón | Guillermo Vargas |
| Saprissa    | Tibás     | Ricardo Saprissa |
| Turrialba   | Turrialba | Rafael Camacho   |
| Universidad | San José  | Nacional         |

### Relevo de plazas
| Descendido a Segunda División |
| ----------------------------- |
| No hubo                       |

| Ascendido de Segunda División |
| ----------------------------- |
| Municipal Turrialba           |

## Clasificación
| Pos. | Equipo                    | Pts. | PJ | G  | E  | P  | GF | GC | Dif. | Notas                      |
| ---- | ------------------------- | ---- | -- | -- | -- | -- | -- | -- | ---- | -------------------------- |
| 1    | L. D. Alajuelense         | 35   | 24 | 15 | 5  | 4  | 37 | 17 | +20  | Cuadrangular por el título |
| 2    | C. S. Cartaginés          | 35   | 24 | 15 | 5  | 4  | 39 | 23 | +16  | Cuadrangular por el título |
| 3    | Deportivo Saprissa        | 33   | 24 | 13 | 7  | 4  | 43 | 18 | +25  | Cuadrangular por el título |
| 4    | C. S. Herediano           | 30   | 24 | 10 | 10 | 4  | 34 | 21 | +13  | Cuadrangular por el título |
| 5    | Municipal Turrialba       | 22   | 24 | 8  | 6  | 10 | 28 | 33 | −5   | Pentagonal del no descenso |
| 6    | Deportivo México          | 18   | 24 | 5  | 8  | 11 | 23 | 34 | −11  | Pentagonal del no descenso |
| 7    | A. D. Ramonense           | 16   | 24 | 6  | 4  | 14 | 28 | 48 | −20  | Pentagonal del no descenso |
| 8    | Universidad de Costa Rica | 14   | 24 | 4  | 6  | 14 | 23 | 36 | −13  | Pentagonal del no descenso |
| 9    | A. D. Limonense           | 13   | 24 | 4  | 5  | 15 | 14 | 40 | −26  | Pentagonal del no descenso |

 Fuente: La Nación
Criterios de clasificación: Puntos · Diferencia de goles · Goles a favor

## Resultados
El calendario de los partidos se dio a conocer el 25 de marzo de 1975. Los horarios corresponden al tiempo de Costa Rica (UTC-6).
| Jornada 1   | Jornada 1 | Jornada 1   | Jornada 1        | Jornada 1  | Jornada 1 |
| Local       | Resultado | Visitante   | Estadio          | Fecha      | Hora      |
| ----------- | --------- | ----------- | ---------------- | ---------- | --------- |
| Saprissa    | 4 - 0     | Limonense   | Ricardo Saprissa | 6 de abril | 11:00     |
| Cartaginés  | 2 - 0     | Universidad | "Fello" Meza     | 6 de abril | 11:00     |
| México      | 0 - 0     | Turrialba   | Nacional         | 6 de abril | 11:00     |
| Alajuelense | 1 - 1     | Herediano   | Morera Soto      | 6 de abril | 11:00     |

| Jornada 2   | Jornada 2 | Jornada 2  | Jornada 2       | Jornada 2   | Jornada 2 |
| Local       | Resultado | Visitante  | Estadio         | Fecha       | Hora      |
| ----------- | --------- | ---------- | --------------- | ----------- | --------- |
| Universidad | 1 - 4     | Saprissa   | Nacional        | 9 de abril  | 20:00     |
| Herediano   | 0 - 0     | México     | Rosabal Cordero | 13 de abril | 11:00     |
| Turrialba   | 0 - 0     | Cartaginés | Rafael Camacho  | 13 de abril | 11:00     |
| Limonense   | 1 - 0     | Ramonense  | Juan Gobán      | 13 de abril | 11:00     |

| Jornada 3  | Jornada 3 | Jornada 3   | Jornada 3        | Jornada 3   | Jornada 3 |
| Local      | Resultado | Visitante   | Estadio          | Fecha       | Hora      |
| ---------- | --------- | ----------- | ---------------- | ----------- | --------- |
| Saprissa   | 2 - 0     | Turrialba   | Ricardo Saprissa | 16 de abril | 20:00     |
| Ramonense  | 2 - 2     | Universidad | Ricardo Saprissa | 20 de abril | 11:00     |
| Cartaginés | 1 - 1     | Herediano   | "Fello" Meza     | 20 de abril | 11:00     |
| México     | 0 - 1     | Alajuelense | Nacional         | 20 de abril | 11:00     |

| Jornada 4   | Jornada 4 | Jornada 4  | Jornada 4      | Jornada 4   | Jornada 4 |
| Local       | Resultado | Visitante  | Estadio        | Fecha       | Hora      |
| ----------- | --------- | ---------- | -------------- | ----------- | --------- |
| Herediano   | 1 - 1     | Saprissa   | Nacional       | 23 de abril | 20:00     |
| Alajuelense | 1 - 0     | Cartaginés | Morera Soto    | 27 de abril | 11:00     |
| Turrialba   | 0 - 2     | Ramonense  | Rafael Camacho | 27 de abril | 11:00     |
| Universidad | 0 - 1     | Limonense  | Nacional       | 27 de abril | 11:00     |

| Jornada 5  | Jornada 5 | Jornada 5   | Jornada 5        | Jornada 5   | Jornada 5 |
| Local      | Resultado | Visitante   | Estadio          | Fecha       | Hora      |
| ---------- | --------- | ----------- | ---------------- | ----------- | --------- |
| Ramonense  | 0 - 4     | Herediano   | Ricardo Saprissa | 30 de abril | 20:00     |
| Limonense  | 2 - 3     | Turrialba   | Juan Gobán       | 4 de mayo   | 11:00     |
| Saprissa   | 2 - 0     | Alajuelense | Ricardo Saprissa | 4 de mayo   | 11:00     |
| Cartaginés | 2 - 0     | México      | "Fello" Meza     | 4 de mayo   | 11:00     |

| Jornada 6   | Jornada 6 | Jornada 6   | Jornada 6       | Jornada 6  | Jornada 6 |
| Local       | Resultado | Visitante   | Estadio         | Fecha      | Hora      |
| ----------- | --------- | ----------- | --------------- | ---------- | --------- |
| México      | 3 - 1     | Saprissa    | Nacional        | 7 de mayo  | 20:00     |
| Alajuelense | 2 - 0     | Ramonense   | Morera Soto     | 11 de mayo | 11:00     |
| Herediano   | 0 - 0     | Limonense   | Rosabal Cordero | 11 de mayo | 11:00     |
| Turrialba   | 1 - 0     | Universidad | Rafael Camacho  | 11 de mayo | 11:00     |

| Jornada 7   | Jornada 7 | Jornada 7   | Jornada 7        | Jornada 7  | Jornada 7 |
| Local       | Resultado | Visitante   | Estadio          | Fecha      | Hora      |
| ----------- | --------- | ----------- | ---------------- | ---------- | --------- |
| Saprissa    | 4 - 0     | Cartaginés  | Ricardo Saprissa | 14 de mayo | 20:00     |
| Universidad | 1 - 0     | Herediano   | Nacional         | 18 de mayo | 11:00     |
| Limonense   | 1 - 2     | Alajuelense | Juan Gobán       | 18 de mayo | 11:00     |
| Ramonense   | 2 - 1     | México      | Ricardo Saprissa | 18 de mayo | 11:00     |

| Jornada 8   | Jornada 8 | Jornada 8   | Jornada 8       | Jornada 8  | Jornada 8 |
| Local       | Resultado | Visitante   | Estadio         | Fecha      | Hora      |
| ----------- | --------- | ----------- | --------------- | ---------- | --------- |
| Alajuelense | 2 - 0     | Universidad | Morera Soto     | 24 de mayo | 20:00     |
| Cartaginés  | 2 - 1     | Ramonense   | "Fello" Meza    | 25 de mayo | 11:00     |
| México      | 2 - 0     | Limonense   | Nacional        | 25 de mayo | 11:00     |
| Herediano   | 0 - 2     | Turrialba   | Rosabal Cordero | 25 de mayo | 11:00     |

| Jornada 9   | Jornada 9 | Jornada 9   | Jornada 9        | Jornada 9  | Jornada 9 |
| Local       | Resultado | Visitante   | Estadio          | Fecha      | Hora      |
| ----------- | --------- | ----------- | ---------------- | ---------- | --------- |
| Ramonense   | 0 - 0     | Saprissa    | Ricardo Saprissa | 30 de mayo | 20:00     |
| Turrialba   | 1 - 2     | Alajuelense | Rafael Camacho   | 1 de junio | 11:00     |
| Universidad | 2 - 3     | México      | Nacional         | 1 de junio | 11:00     |
| Limonense   | 0 - 0     | Cartaginés  | Juan Gobán       | 1 de junio | 11:00     |

| Jornada 10  | Jornada 10 | Jornada 10 | Jornada 10       | Jornada 10 | Jornada 10 |
| Local       | Resultado  | Visitante  | Estadio          | Fecha      | Hora       |
| ----------- | ---------- | ---------- | ---------------- | ---------- | ---------- |
| Alajuelense | 3 - 0      | México     | Morera Soto      | 8 de junio | 11:00      |
| Universidad | 5 - 2      | Ramonense  | Ricardo Saprissa | 8 de junio | 11:00      |
| Limonense   | 0 - 1      | Herediano  | Juan Gobán       | 8 de junio | 11:00      |
| Cartaginés  | 2 - 1      | Turrialba  | "Fello" Meza     | 8 de junio | 11:00      |

| Jornada 11  | Jornada 11 | Jornada 11  | Jornada 11       | Jornada 11   | Jornada 11 |
| Local       | Resultado  | Visitante   | Estadio          | Fecha        | Hora       |
| ----------- | ---------- | ----------- | ---------------- | ------------ | ---------- |
| Herediano   | 1 - 0      | Alajuelense | Rosabal Cordero  | 15 de junio  | 11:00      |
| Universidad | 0 - 0      | Cartaginés  | Nacional         | 15 de junio  | 11:00      |
| Ramonense   | 2 - 0      | Limonense   | Guillermo Vargas | 15 de junio  | 11:00      |
| Saprissa    | 1 - 1      | México      | Ricardo Saprissa | 13 de agosto | 20:00      |

| Jornada 12 | Jornada 12 | Jornada 12  | Jornada 12       | Jornada 12  | Jornada 12 |
| Local      | Resultado  | Visitante   | Estadio          | Fecha       | Hora       |
| ---------- | ---------- | ----------- | ---------------- | ----------- | ---------- |
| Saprissa   | 3 - 1      | Universidad | Ricardo Saprissa | 20 de junio | 20:00      |
| Cartaginés | 1 - 0      | Alajuelense | "Fello" Meza     | 22 de junio | 11:00      |
| México     | 1 - 1      | Herediano   | Nacional         | 22 de junio | 11:00      |
| Ramonense  | 1 - 1      | Turrialba   | Guillermo Vargas | 22 de junio | 11:00      |

| Jornada 13 | Jornada 13 | Jornada 13  | Jornada 13       | Jornada 13      | Jornada 13 |
| Local      | Resultado  | Visitante   | Estadio          | Fecha           | Hora       |
| ---------- | ---------- | ----------- | ---------------- | --------------- | ---------- |
| Ramonense  | 0 - 4      | Alajuelense | Guillermo Vargas | 29 de junio     | 11:00      |
| Turrialba  | 2 - 3      | Herediano   | Rafael Camacho   | 10 de agosto    | 11:00      |
| México     | 1 - 1      | Universidad | Nacional         | 24 de agosto    | 11:00      |
| Limonense  | 0 - 2      | Saprissa    | Juan Gobán       | 7 de septiembre | 11:00      |

| Jornada 14 | Jornada 14 | Jornada 14  | Jornada 14      | Jornada 14  | Jornada 14 |
| Local      | Resultado  | Visitante   | Estadio         | Fecha       | Hora       |
| ---------- | ---------- | ----------- | --------------- | ----------- | ---------- |
| Turrialba  | 0 - 2      | Saprissa    | Rafael Camacho  | 6 de julio  | 11:00      |
| Limonense  | 1 - 1      | Universidad | Juan Gobán      | 6 de julio  | 11:00      |
| México     | 0 - 3      | Cartaginés  | Nacional        | 6 de julio  | 11:00      |
| Herediano  | 3 - 0      | Ramonense   | Rosabal Cordero | 7 de agosto | 20:00      |

| Jornada 15  | Jornada 15 | Jornada 15  | Jornada 15       | Jornada 15  | Jornada 15 |
| Local       | Resultado  | Visitante   | Estadio          | Fecha       | Hora       |
| ----------- | ---------- | ----------- | ---------------- | ----------- | ---------- |
| Saprissa    | 1 - 1      | Herediano   | Ricardo Saprissa | 13 de julio | 11:00      |
| Ramonense   | 2 - 4      | Cartaginés  | Guillermo Vargas | 13 de julio | 11:00      |
| Turrialba   | 1 - 0      | Limonense   | Rafael Camacho   | 13 de julio | 11:00      |
| Universidad | 0 - 1      | Alajuelense | Nacional         | 7 de agosto | 20:00      |

| Jornada 16  | Jornada 16 | Jornada 16  | Jornada 16      | Jornada 16  | Jornada 16 |
| Local       | Resultado  | Visitante   | Estadio         | Fecha       | Hora       |
| ----------- | ---------- | ----------- | --------------- | ----------- | ---------- |
| Cartaginés  | 1 - 0      | Saprissa    | "Fello" Meza    | 20 de julio | 11:00      |
| Herediano   | 0 - 1      | Universidad | Rosabal Cordero | 20 de julio | 11:00      |
| Alajuelense | 3 - 2      | Turrialba   | Morera Soto     | 20 de julio | 11:00      |
| Limonense   | 1 - 1      | México      | Juan Gobán      | 20 de julio | 11:00      |

| Jornada 17  | Jornada 17 | Jornada 17 | Jornada 17   | Jornada 17   | Jornada 17 |
| Local       | Resultado  | Visitante  | Estadio      | Fecha        | Hora       |
| ----------- | ---------- | ---------- | ------------ | ------------ | ---------- |
| Universidad | 2 - 2      | Turrialba  | Nacional     | 29 de junio  | 11:00      |
| México      | 0 - 4      | Ramonense  | Nacional     | 27 de julio  | 07:30      |
| Alajuelense | 0 - 0      | Saprissa   | Nacional     | 10 de agosto | 11:00      |
| Cartaginés  | 3 - 0      | Limonense  | "Fello" Meza | 10 de agosto | 11:00      |

| Jornada 18  | Jornada 18 | Jornada 18 | Jornada 18       | Jornada 18       | Jornada 18 |
| Local       | Resultado  | Visitante  | Estadio          | Fecha            | Hora       |
| ----------- | ---------- | ---------- | ---------------- | ---------------- | ---------- |
| Turrialba   | 1 - 0      | México     | Rafael Camacho   | 15 de junio      | 11:00      |
| Herediano   | 4 - 1      | Cartaginés | Rosabal Cordero  | 29 de junio      | 11:00      |
| Alajuelense | 3 - 0      | Limonense  | Morera Soto      | 14 de septiembre | 11:00      |
| Saprissa    | 4 - 0      | Ramonense  | Ricardo Saprissa | 14 de septiembre | 11:00      |

| Jornada 19  | Jornada 19 | Jornada 19 | Jornada 19      | Jornada 19       | Jornada 19 |
| Local       | Resultado  | Visitante  | Estadio         | Fecha            | Hora       |
| ----------- | ---------- | ---------- | --------------- | ---------------- | ---------- |
| Herediano   | 2 - 2      | México     | Rosabal Cordero | 14 de septiembre | 11:00      |
| Turrialba   | 1 - 2      | Cartaginés | Rafael Camacho  | 14 de septiembre | 11:00      |
| Limonense   | 2 - 1      | Ramonense  | Juan Gobán      | 21 de septiembre | 11:00      |
| Universidad | 1 - 3      | Saprissa   | Nacional        | 21 de septiembre | 11:00      |

| Jornada 20  | Jornada 20 | Jornada 20  | Jornada 20       | Jornada 20       | Jornada 20 |
| Local       | Resultado  | Visitante   | Estadio          | Fecha            | Hora       |
| ----------- | ---------- | ----------- | ---------------- | ---------------- | ---------- |
| Alajuelense | 1 - 2      | Herediano   | Morera Soto      | 21 de septiembre | 11:00      |
| México      | 2 - 3      | Turrialba   | Nacional         | 12 de octubre    | 11:00      |
| Saprissa    | 2 - 0      | Limonense   | Ricardo Saprissa | 26 de octubre    | 11:00      |
| Cartaginés  | 3 - 1      | Universidad | "Fello" Meza     | 9 de noviembre   | 11:00      |

| Jornada 21  | Jornada 21 | Jornada 21  | Jornada 21       | Jornada 21      | Jornada 21 |
| Local       | Resultado  | Visitante   | Estadio          | Fecha           | Hora       |
| ----------- | ---------- | ----------- | ---------------- | --------------- | ---------- |
| Cartaginés  | 4 - 2      | Herediano   | "Fello" Meza     | 2 de noviembre  | 11:00      |
| Ramonense   | 3 - 1      | Universidad | Guillermo Vargas | 7 de diciembre  | 15:00      |
| Saprissa    | 2 - 2      | Turrialba   | Ricardo Saprissa | 10 de diciembre | 20:00      |
| Alajuelense | 1 - 0      | México      | Morera Soto      | 10 de diciembre | 20:00      |

| Jornada 22  | Jornada 22 | Jornada 22 | Jornada 22      | Jornada 22       | Jornada 22 |
| Local       | Resultado  | Visitante  | Estadio         | Fecha            | Hora       |
| ----------- | ---------- | ---------- | --------------- | ---------------- | ---------- |
| Herediano   | 3 - 1      | Saprissa   | Rosabal Cordero | 28 de septiembre | 11:00      |
| Turrialba   | 2 - 1      | Ramonense  | Rafael Camacho  | 28 de septiembre | 11:00      |
| Alajuelense | 3 - 1      | Cartaginés | Morera Soto     | 28 de septiembre | 11:00      |
| Universidad | 3 - 0      | Limonense  | "Pipilo" Umaña  | 21 de diciembre  | 11:00      |

| Jornada 23 | Jornada 23 | Jornada 23  | Jornada 23       | Jornada 23       | Jornada 23 |
| Local      | Resultado  | Visitante   | Estadio          | Fecha            | Hora       |
| ---------- | ---------- | ----------- | ---------------- | ---------------- | ---------- |
| Cartaginés | 1 - 1      | México      | "Fello" Meza     | 21 de septiembre | 11:00      |
| Limonense  | 2 - 1      | Turrialba   | Juan Gobán       | 5 de octubre     | 11:00      |
| Saprissa   | 0 - 0      | Alajuelense | Ricardo Saprissa | 2 de noviembre   | 11:00      |
| Herediano  | 1 - 1      | Ramonense   | Rosabal Cordero  | 14 de diciembre  | 11:00      |

| Jornada 24  | Jornada 24 | Jornada 24  | Jornada 24       | Jornada 24     | Jornada 24 |
| Local       | Resultado  | Visitante   | Estadio          | Fecha          | Hora       |
| ----------- | ---------- | ----------- | ---------------- | -------------- | ---------- |
| Turrialba   | 1 - 0      | Universidad | Rafael Camacho   | 2 de noviembre | 11:00      |
| México      | 0 - 1      | Saprissa    | Ricardo Saprissa | 9 de noviembre | 11:00      |
| Alajuelense | 3 - 0      | Ramonense   | Morera Soto      | 9 de noviembre | 11:00      |
| Herediano   | 1 - 0      | Limonense   | Rosabal Cordero  | 9 de noviembre | 11:00      |

| Jornada 25  | Jornada 25 | Jornada 25  | Jornada 25       | Jornada 25      | Jornada 25 |
| Local       | Resultado  | Visitante   | Estadio          | Fecha           | Hora       |
| ----------- | ---------- | ----------- | ---------------- | --------------- | ---------- |
| Ramonense   | 3 - 1      | México      | Guillermo Vargas | 26 de octubre   | 11:00      |
| Saprissa    | 0 - 2      | Cartaginés  | Ricardo Saprissa | 16 de noviembre | 11:00      |
| Universidad | 0 - 0      | Herediano   | Rosabal Cordero  | 16 de noviembre | 11:00      |
| Limonense   | 2 - 2      | Alajuelense | Morera Soto      | 16 de noviembre | 11:00      |

| Jornada 26  | Jornada 26 | Jornada 26  | Jornada 26      | Jornada 26       | Jornada 26 |
| Local       | Resultado  | Visitante   | Estadio         | Fecha            | Hora       |
| ----------- | ---------- | ----------- | --------------- | ---------------- | ---------- |
| México      | 3 - 0      | Limonense   | Nacional        | 28 de septiembre | 11:00      |
| Cartaginés  | 2 - 0      | Ramonense   | "Fello" Meza    | 19 de octubre    | 11:00      |
| Herediano   | 2 - 0      | Turrialba   | Rosabal Cordero | 21 de noviembre  | 20:00      |
| Alajuelense | 2 - 0      | Universidad | Morera Soto     | 3 de diciembre   | 20:00      |

| Jornada 27  | Jornada 27 | Jornada 27 | Jornada 27       | Jornada 27      | Jornada 27 |
| Local       | Resultado  | Visitante  | Estadio          | Fecha           | Hora       |
| ----------- | ---------- | ---------- | ---------------- | --------------- | ---------- |
| Limonense   | 1 - 2      | Cartaginés | Juan Gobán       | 12 de octubre   | 11:00      |
| Alajuelense | 1 - 1      | Turrialba  | Morera Soto      | 14 de diciembre | 11:00      |
| Universidad | 0 - 1      | México     | "Pipilo" Umaña   | 14 de diciembre | 11:00      |
| Ramonense   | 1 - 3      | Saprissa   | Guillermo Vargas | 21 de diciembre | 11:00      |

## Segunda fase

### Cuadrangular
| Pos. | Equipo                 | Pts. | PJ | G | E | P | GF | GC | Dif. |  |
| ---- | ---------------------- | ---- | -- | - | - | - | -- | -- | ---- |  |
| 1    | Deportivo Saprissa (C) | 8    | 6  | 3 | 2 | 1 | 10 | 5  | +5   |  |
| 2    | C. S. Cartaginés       | 8    | 6  | 3 | 2 | 1 | 6  | 6  | 0    |  |
| 3    | L. D. Alajuelense      | 7    | 6  | 3 | 1 | 2 | 9  | 5  | +4   |  |
| 4    | C. S. Herediano        | 1    | 6  | 0 | 1 | 5 | 2  | 11 | −9   |  |

 Fuente: La República
Criterios de clasificación: Puntos · Diferencia de goles · Goles a favor
|                                         |
|                                         |
| Campeón Deportivo Saprissa 13.er título |

### Pentagonal
| Pos. | Equipo                    | Pts. | PJ | G | E | P | GF | GC | Dif. |
| ---- | ------------------------- | ---- | -- | - | - | - | -- | -- | ---- |
| 1    | A. D. Limonense           | 11   | 8  | 4 | 3 | 1 | 16 | 11 | +5   |
| 2    | A. D. Ramonense           | 11   | 8  | 5 | 1 | 2 | 12 | 9  | +3   |
| 3    | Deportivo México          | 10   | 8  | 3 | 4 | 1 | 12 | 9  | +3   |
| 4    | Universidad de Costa Rica | 4    | 8  | 1 | 2 | 5 | 11 | 16 | −5   |
| 5    | Municipal Turrialba       | 4    | 8  | 1 | 2 | 5 | 13 | 19 | −6   |

 Fuente: La República
Criterios de clasificación: Puntos · Diferencia de goles · Goles a favor

### Resultados
Los horarios corresponden al tiempo de Costa Rica (UTC-6).
| Jornada 1   | Jornada 1 | Jornada 1   | Jornada 1 | Jornada 1       | Jornada 1 |
| Local       | Resultado | Visitante   | Estadio   | Fecha           | Hora      |
| ----------- | --------- | ----------- | --------- | --------------- | --------- |
| Universidad | 1 - 2     | Ramonense   | Nacional  | 26 de diciembre | 18:45     |
| México      | 4 - 2     | Turrialba   | Nacional  | 28 de diciembre | 09:00     |
| Herediano   | 1 - 4     | Alajuelense | Nacional  | 30 de diciembre | 19:00     |
| Saprissa    | 1 - 1     | Cartaginés  | Nacional  | 30 de diciembre | 21:00     |

| Jornada 2   | Jornada 2 | Jornada 2 | Jornada 2        | Jornada 2  | Jornada 2 |
| Local       | Resultado | Visitante | Estadio          | Fecha      | Hora      |
| ----------- | --------- | --------- | ---------------- | ---------- | --------- |
| Universidad | 2 - 2     | Turrialba | Nacional         | 4 de enero | 09:00     |
| Alajuelense | 4 - 1     | Saprissa  | Nacional         | 4 de enero | 11:00     |
| Ramonense   | 1 - 2     | Limonense | Guillermo Vargas | 4 de enero | 11:00     |
| Cartaginés  | 1 - 1     | Herediano | Nacional         | 7 de enero | 20:30     |

| Jornada 3   | Jornada 3 | Jornada 3   | Jornada 3      | Jornada 3   | Jornada 3 |
| Local       | Resultado | Visitante   | Estadio        | Fecha       | Hora      |
| ----------- | --------- | ----------- | -------------- | ----------- | --------- |
| Universidad | 2 - 1     | México      | Nacional       | 7 de enero  | 18:30     |
| Cartaginés  | 1 - 0     | Alajuelense | Nacional       | 11 de enero | 11:00     |
| Turrialba   | 1 - 2     | Ramonense   | Rafael Camacho | 11 de enero | 11:00     |
| Saprissa    | 3 - 0     | Herediano   | Nacional       | 14 de enero | 21:00     |

| Jornada 4   | Jornada 4 | Jornada 4 | Jornada 4 | Jornada 4   | Jornada 4 |
| Local       | Resultado | Visitante | Estadio   | Fecha       | Hora      |
| ----------- | --------- | --------- | --------- | ----------- | --------- |
| Universidad | 3 - 3     | Limonense | Nacional  | 11 de enero | 09:00     |
| México      | 1 - 1     | Ramonense | Nacional  | 14 de enero | 19:00     |
| Alajuelense | 1 - 0     | Herediano | Nacional  | 25 de enero | 11:00     |
| Cartaginés  | 0 - 4     | Saprissa  | Nacional  | 28 de enero | 20:15     |

| Jornada 5 | Jornada 5 | Jornada 5   | Jornada 5        | Jornada 5    | Jornada 5 |
| Local     | Resultado | Visitante   | Estadio          | Fecha        | Hora      |
| --------- | --------- | ----------- | ---------------- | ------------ | --------- |
| Limonense | 2 - 2     | México      | Juan Gobán       | 18 de enero  | 11:00     |
| Ramonense | 0 - 2     | Universidad | Guillermo Vargas | 18 de enero  | 11:00     |
| Saprissa  | 0 - 0     | Alajuelense | Nacional         | 1 de febrero | 11:00     |
| Herediano | 0 - 1     | Cartaginés  | Nacional         | 4 de febrero | 20:15     |

| Jornada 6   | Jornada 6 | Jornada 6    | Jornada 6      | Jornada 6     | Jornada 6 |
| Local       | Resultado | Visitante    | Estadio        | Fecha         | Hora      |
| ----------- | --------- | ------------ | -------------- | ------------- | --------- |
| México      | 1 - 0     | Universidad  | Nacional       | 25 de enero   | 09:00     |
| Turrialba   | 2 - 3     | Limonense    | Rafael Camacho | 25 de enero   | 11:00     |
| Alajuelense | 0 - 2     | Cartaginés   | Nacional       | 8 de febrero  | 11:00     |
| Herediano   | 0 - 1     | Saprissa (C) | Nacional       | 11 de febrero | 20:15     |

| Jornada 7 | Jornada 7 | Jornada 7   | Jornada 7        | Jornada 7     | Jornada 7 |
| Local     | Resultado | Visitante   | Estadio          | Fecha         | Hora      |
| --------- | --------- | ----------- | ---------------- | ------------- | --------- |
| Ramonense | 3 - 1     | Turrialba   | Guillermo Vargas | 1 de febrero  | 11:00     |
| Limonense | 2 - 0     | Universidad | Juan Gobán       | 29 de febrero | 11:00     |

| Jornada 8 | Jornada 8 | Jornada 8   | Jornada 8      | Jornada 8    | Jornada 8 |
| Local     | Resultado | Visitante   | Estadio        | Fecha        | Hora      |
| --------- | --------- | ----------- | -------------- | ------------ | --------- |
| México    | 1 - 1     | Limonense   | Nacional       | 8 de febrero | 09:00     |
| Turrialba | 4 - 2     | Universidad | Rafael Camacho | 8 de febrero | 11:00     |

| Jornada 9 | Jornada 9 | Jornada 9 | Jornada 9        | Jornada 9     | Jornada 9 |
| Local     | Resultado | Visitante | Estadio          | Fecha         | Hora      |
| --------- | --------- | --------- | ---------------- | ------------- | --------- |
| Ramonense | 1 - 0     | México    | Guillermo Vargas | 15 de febrero | 11:00     |
| Limonense | 2 - 0     | Turrialba | Juan Gobán       | 15 de febrero | 11:00     |

| Jornada 10 | Jornada 10 | Jornada 10 | Jornada 10     | Jornada 10    | Jornada 10 |
| Local      | Resultado  | Visitante  | Estadio        | Fecha         | Hora       |
| ---------- | ---------- | ---------- | -------------- | ------------- | ---------- |
| Limonense  | 1 - 2      | Ramonense  | Juan Gobán     | 22 de febrero | 11:00      |
| Turrialba  | 1 - 1      | México     | Rafael Camacho | 22 de febrero | 11:00      |

## Estadísticas

### Tabla de goleadores
Lista con los máximos anotadores de la temporada.
| Pos. | Jugador          | Equipo      | Goles |
| ---- | ---------------- | ----------- | ----- |
| 1.º  | Óscar Cordero    | Alajuelense | 17    |
| 2.º  | Odir Jacques     | Saprissa    | 15    |
| 3.º  | Rodrigo Soto     | México      | 14    |
| 4.º  | Jorge Di Palma   | Cartaginés  | 13    |
| =    | Leonel Hernández | Cartaginés  | 13    |
| 6.º  | Javier Jiménez   | Alajuelense | 11    |
| 7.º  | Carlos Losilla   | Ramonense   | 10    |